# Kolchikón
Kolchikón (Kolchikó) är en ort i Grekland.   Den ligger i prefekturen Nomós Thessaloníkis och regionen Mellersta Makedonien, i den norra delen av landet, 300 km norr om huvudstaden Aten. Kolchikón ligger 138 meter över havet och antalet invånare är 2 010.
Terrängen runt Kolchikón är kuperad åt nordost, men åt sydväst är den platt. Runt Kolchikón är det ganska tätbefolkat, med 83 invånare per kvadratkilometer. Närmaste större samhälle är Sykiés, 19,4 km sydväst om Kolchikón. Trakten runt Kolchikón består i huvudsak av gräsmarker.